# Il folletto delle acque
Il folletto delle acque (in ceco: Vodník) è un poema sinfonico, Op. 107 (B. 195), scritto da Antonín Dvořák nel 1896.
La fonte d'ispirazione per Il folletto delle acque fu un poema trovato in una collezione pubblicata da Karel Jaromír Erben con il titolo di Kytice; ben quattro dei poemi sinfonici di Dvořák furono ispirati da poesie trovate in quella collezione.
La partitura prevede un'orchestra composta da 2 flauti, 2 oboi, 2 clarinetti, clarinetto basso, 2 fagotti, 4 corni, 2 trombe, 3 tromboni, 2 tube, timpani, grancassa, piatti, triangolo, tam-tam, campane ed archi.

## Il Poema
Il folletto delle acque parla della storia di un Goblin che intrappola le anime annegate, e si svolge in quattro parti.
- Un goblin è seduto su un pioppo in riva al lago, cantando alla luna e cucendo un mantello verde e stivali rossi per il suo matrimonio imminente.
- Una madre racconta alla propria figlia un sogno che ha appena avuto, in cui ella veste la propria bambina di vesti bianche come l'acqua e di perle che, come lacrime, celano un forte sconforto, attorno al collo. Lei pensa che questo sogno sia un presentimento ed avverte la propria figlia di non andare al lago. Ma, nonostante gli avvertimenti della madre, la figlia si dirige verso il lago, come fosse posseduta, per fare il bucato. Nel momento in cui ella porge il suo primo indumento verso l'acqua del lago, il ponte sul quale lei era seduta collassa. Appena l'acqua comincia ad avvolgerla, viene rapita dal malvagio Goblin che vive lì.
- Lui la porta in un castello sott'acqua e decide di sposarla. Dopo la nascita del loro primogenito, la sposa rapita gli canta una ninna-nanna, che fa innervosire il Goblin. Lei cerca di calmarlo, supplicandolo di farle vedere sua madre, almeno per una volta. Lui glielo permette, ma a tre condizioni: Non deve abbracciare nemmeno un'anima, compresa la madre; deve lasciare il bambino nel castello e deve fare ritorno dal Goblin entro i rintocchi delle campane dei vespri di sera.
- La riconciliazione della figlia con la madre è molto triste, ma piena di amore. Quando cala la sera, la madre impedisce alla figlia di andare via di nuovo, nemmeno dopo i rintocchi delle campane. Il Goblin, allora, comincia ad esplodere di rabbia, abbandona la sua tana nel lago ed ordina alla ragazza di andare con lui, perché la cena doveva essere servita. Quando la madre gli rispose di andarsene a mangiare da solo, lui le rispose che anche i letti dovevano essere rifatti! Nuovamente, la madre gli risponde di lasciarli soli. Il Goblin, allora, risponde che il bambino ha fame e sta piangendo. Allora la madre gli dice di portar loro il bambino. Con una rabbia furiosa, il Goblin torna nel lago, e poteva essere ascoltato dalla terra ferma tanto forti erano le sue urla di disperazione. Quella furia termina con uno schianto che scuote la mamma e la figlia. Quando apre la porta, la madre trova una piccola testa staccata dal suo minuscolo corpo, giacente a terra in fiumi di sangue sulla soglia della capanna.